# Herbert Beckmann
Herbert Beckmann (* 25. September 1960 in Ahaus) ist ein deutscher Schriftsteller und Psychologe.

## Leben
Herbert Beckmann studierte nach Abitur und Zivildienst Psychologie an der Technischen Universität Berlin und wurde 1997 an der Freien Universität Berlin promoviert. Neben seinen psychologischen und journalistischen Tätigkeiten widmete Beckmann sich zunehmend dem Schreiben. So entstanden neben Fach- und Sachbüchern zahlreiche literarische Arbeiten: Hörspiele, Radiogeschichten, Romane und Erzählungen für Kinder und Erwachsene. Er veröffentlicht zudem unter verschiedenen Namen bzw. Pseudonymen, u. a. Elias Mattay, Herbert Heinrich Beckmann.
Herbert Beckmann ist Mitglied im Verband deutscher Schriftsteller (VS) in der ver.di, Landesverbände Berlin und Brandenburg, und im PEN-Zentrum Deutschland.
Er lebt mit seiner Familie in Berlin.

## Auszeichnungen
- 2010: Shortlist: Sir-Walter-Scott-Preis[2]
- 2012: Longlist: Sir-Walter-Scott-Preis[3]
- 2012: Top-5-Liste Deutscher Kinderhörspielpreis für Der Jesus von Kreuzberg[4]

## Rezeption
Stefanie Steidl schrieb über Es sind Kinder auf literaturkritik.de: „Ein berührendes Buch […]. Bezogen auf die aktuelle Situation in der Welt ist dem Autor hier ein Meisterwerk gelungen […].“
Volker Jakob in Westfalenspiegel ebenfalls über Es sind Kinder: „[…] am Rand der europäischen Welt mit ihren archaischen Mythen und Traditionen, eine Geschichte von Verlust und Angst“, „[…] dichte(n), authentische(n) Dialoge(n)", "Ein kluger Roman […]“.

## Werke (Auswahl)

### Romane/Erzählungen
- Atlantis Westberlin. Berlin 2000, ISBN 3-86153-218-2.
- Leas Plan. Kassel 2007, ISBN 978-3-935263-49-8.
- Die indiskreten Briefe des Giacomo Casanova. Meßkirch 2009, ISBN 978-3-8392-1005-5.
- Mark Twain unter den Linden. Meßkirch 2010, ISBN 978-3-8392-1051-2.
- Die Nacht von Berlin. Meßkirch 2011, ISBN 978-3-8392-1215-8.
- Verrohung. Meßkirch 2014, ISBN 978-3-8392-1510-4.
- Die Konitzer Mordaffäre. Meßkirch 2015, ISBN 978-3-8392-1801-3.
- als Elias Mattay: Der Bienenmann. Berlin 2017, ISBN 978-3833310843.
- Hotel ohne Wiederkehr. Meßkirch 2018, ISBN 9783839223161.
- als Herbert Heinrich Beckmann: Es sind Kinder. Klipphausen 2021, ISBN 978-3-947857-13-5.
- Nacht vor meinen Augen. Meßkirch 2019, ISBN 978-3-8392-2459-5.
- Der Amerikaner. Berlin 2022, ISBN 978-3-7466-3871-3.
- Der Tote im amerikanischen Sektor, Berlin 2023, ISBN 978-3-7466-4014-3.
- Hoher Himmel, nichts als Blau, Frankfurt/M. 2025, ISBN 978-3-7587-0023-1.

### Kinderbücher
- Jonas und die Sache mit der Freundschaft. Weinheim 1997, ISBN 3-407-78261-6.
- So viel Glück. Berlin 2006, ISBN 3-9810599-0-5.
- Vicky Viktoria und die verschwundene Lady. Berlin 2008, ISBN 978-3-9810599-2-2.
- Opas Geheimnis. Erlangen 2018, ISBN 978-3-945648-07-0.

### Sachbücher
- TöchterVäter. Hamburg 1996, ISBN 3-88022-501-X.
- Das Prinzip des Agamemnon. Köln 1999, ISBN 3-89438-174-4.
- Die Elternfalle. Zürich 1999, ISBN 3-268-00237-4.
- mit S. Mechnich: Kinder vor dem Rauchen schützen. Frankfurt am Main 2001, ISBN 3-596-14716-6.

### Herausgeberschaften
- mit E. Reinecke und H.G. Schulte: Schreiben Lernen. Beiträge von Schriftstellern und Analphabeten. Berlin 1990, ISBN 3-924876-12-6.
- Angegriffen und bedroht in Deutschland. Weinheim 1991, ISBN 3-89271-404-5.

### Hörspiele
- H.B. Nichts, der Stadtdetektiv, Kurzhörspiel, RBB 2005.
- Storyboard, Kriminalhörspiel, SWR 2007.
- Der Zven kommt, Kinderhörspiel, SWR 2008.
- Es sind Kinder, Kriminalhörspiel, SWR 2009.
- Aber ich dich nicht! Kinderhörspiel, SWR 2011.
- Der Jesus von Kreuzberg, Kinderhörspiel, RBB 2012.
- Kick-Back, Kriminalhörspiel, SWR 2014.

### Hörbücher
- Hühnerhölle, Kriminalroman, Daun 2013, ISBN 9783836807319.
- Vicky Viktoria und die verschwundene Lady, Kriminalgeschichte für Kinder, gelesen von Cathlen Gawlich, Ohrka.de 2014 (kostenloser Download)
- Benno kennt sich aus mit Fußball und weitere Kurzgeschichten für Kinder, gelesen von Armin Maiwald, Ohrka.de 2014
- Rumpelstilz, Kriminalroman, Daun 2015, ISBN 9783836811545.
- Julius und die Raufritter von Schroffenstein, Kinderhörbuch, rbb media GmbH, Berlin 2017.
- Supersausi – Abenteuer in Hollywutz, Kinderhörbuch, rbb media GmbH, Berlin 2018.
- Kleiner König Käsebier, Kinderhörbuch, rbb media GmbH, Berlin 2018.
- Der Jesus von Kreuzberg, Kinderhörbuch, rbb media GmbH, Berlin 2019.
- Nacht vor meinen Augen, Hörbuchmanufaktur Berlin, Berlin 2020.
- Der Amerikaner, Audible, Berlin 2022.